# قرة هندرسون
قرة هندرسون (بالإنجليزية: Kara Henderson)‏ هي معلقة رياضية أمريكية، ولدت في 27 يوليو 1973.